# Mateusz Michalski (hokeista)
Mateusz Michalski (ur. 29 lipca 1992) – polski hokeista, reprezentant Polski.
Syn Agaty Michalskiej, prezes MMKS Podhale Nowy Targ, oraz brat Przemysława (ur. 1995) także hokeisty.

## Kariera
- MMKS Podhale II Nowy Targ (2009-2010)
- MMKS Podhale Nowy Targ (2010-2015)
- Podhale Nowy Targ (2015-2019)
- GKS Katowice (2019-2022)
- Cracovia (2022-2023)
- GKS Katowice (2023-)

Wychowanek MMKS Podhale Nowy Targ. i zawodnik Podhale Nowy Targ. Po sezonie 2012/2013 przerwał karierę. Wznowił ją w 2015 kontynuując grę w Podhalu. Po sezonie PHL 2016/2017 przedłużył umowę z nowotarskim klubem. W maju 2019 został zawodnikiem GKS Katowice. W czerwcu 2022 ogłoszono jego transfer do Cracovii. W czerwcu 2023 powrócił do GKS Katowice.
W barwach reprezentacji Polski do lat 18 wystąpił na turniejach mistrzostw świata juniorów do lat 18 w 2010 (Dywizja I). W barwach reprezentacji Polski do lat 20 wystąpił na turniejach mistrzostw świata juniorów do lat 20 w 2011 (Dywizja II), 2012 (Dywizja I). W barwach seniorskiej reprezentacji uczestniczył w turnieju mistrzostw świata edycji 2019, 2022 (Dywizja IB), 2023 (Dywizja IA), 2024 (Elita).

## Sukcesy
Reprezentacyjne
- Awans do mistrzostw świata do lat 20 Dywizji I: 2011
- Awans do mistrzostw świata I Dywizji Grupy A: 2022
- Awans do mistrzostw świata Elity: 2023

Klubowe
- Brązowy medal mistrzostw Polski: 2015, 2016, 2018 z Podhalem Nowy Targ, 2020[10] z GKS Katowice
- Finał Pucharu Polski: 2015 z Podhalem Nowy Targ
- Złoty medal mistrzostw Polski: 2022 z GKS Katowice
- Srebrny medal mistrzostw Polski: 2024, 2025 z GKS Katowice

Indywidualne
- Mistrzostwa Świata Juniorów w Hokeju na Lodzie 2012/I Dywizja#Grupa B:
  - Pierwsze miejsce w klasyfikacji asystentów turnieju: 7 asyst[11]
  - Drugie miejsce w klasyfikacji kanadyjskiej turnieju: 9 punktów[12]
  - Drugie miejsce w klasyfikacji +/- turnieju: +9[13]